# Droga wojewódzka 223
Die Droga wojewódzka 223 (DW 223) ist eine polnische Woiwodschaftsstraße mit einer Länge von lediglich sieben Kilometern innerhalb der Woiwodschaft Kujawien-Pommern. Sie verläuft vom Plac Poznański (Posener Platz) in der Stadt Bydgoszcz (Bromberg) (→ DK 25 und DK 80) zur südlichen Stadttangente von Bydgoszcz (→ DK 10) bis zur Ausfahrtstraße nach Posen (→ DK 5/Europastraße 261) in Białe Błota (Weißfelde). In ihrem Verlauf durchquert sie den Stadtkreis Bydgoszcz und den Powiat Bydgoski (Kreis Bromberg).